# Rivière du Sept
Rivière du Sept är ett vattendrag i Kanada.   Det ligger i provinsen Québec, i den sydöstra delen av landet, 250 km nordost om huvudstaden Ottawa.
I omgivningarna runt Rivière du Sept växer i huvudsak blandskog. Runt Rivière du Sept är det ganska glesbefolkat, med 43 invånare per kvadratkilometer.